# Matthias Maak
Matthias Maak (født 12. maj 1992) er en østrigsk fodboldspiller, som spiller for FC Wacker. Han har tidligere spillet i SønderjyskE i Danmark.